# Під'ялинник одноквітковий
Під'ялинник одноквітковий (Monotropa uniflora) — вид рослин родини вересові (Ericaceae).

## Назва
Англійською називається люлька духів (англ. ghost pipe), люлька індіанців (англ. Indian pipe), рослина-мрець (англ. corpse plant).

## Морфологічна характеристика
Мікогетеротроф, що не здійснює фотосинтез через відсутність хлорофілу, а замість цього паразитує на грибах родини Сироїжкові. Під'ялинник одноквітковий — біла рослина, інколи має чорні цяточки та рожеве забарвлення. Висота 10–30 см, довжина листочків 5–10 мм. Рослина має лише одну квітку з 3-8 пелюстками, звідки походить її біномінальна назва — Monotropa uniflora.

## Поширення та середовище існування
Їй не потрібне сонячне світло, тому вона може вільно виростати на ґрунтах дуже густих лісів і в ще більше темних місцях. Зустрічається у густих букових лісах Євразії та Північної Америки.

## Цікаві факти
Квітка вразила поетесу Емілі Дікінсон. Згадка про рослину є у вірші 1250 «White as an Indian Pipe» та на обкладинці її книги.

## Галерея

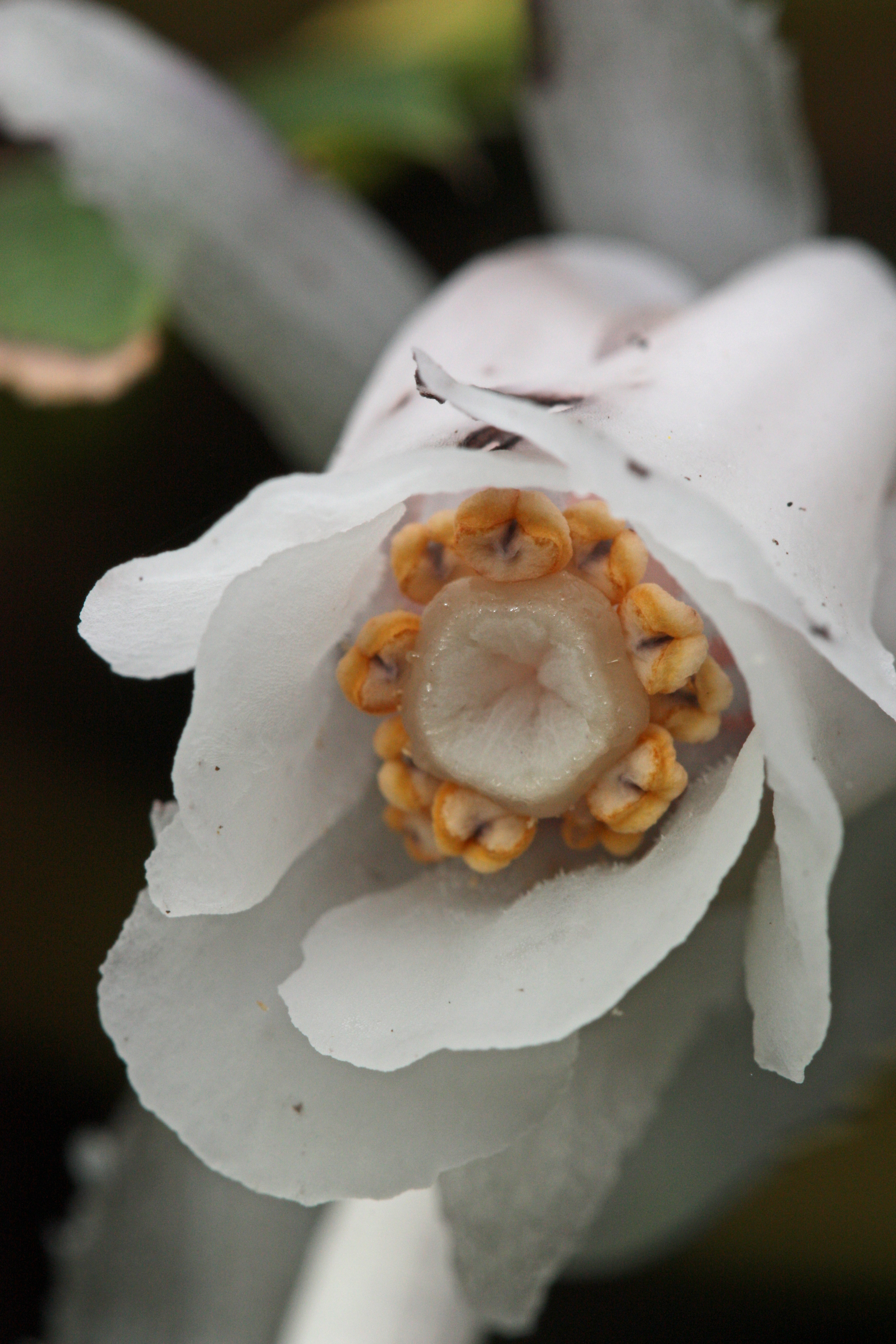
Квітка
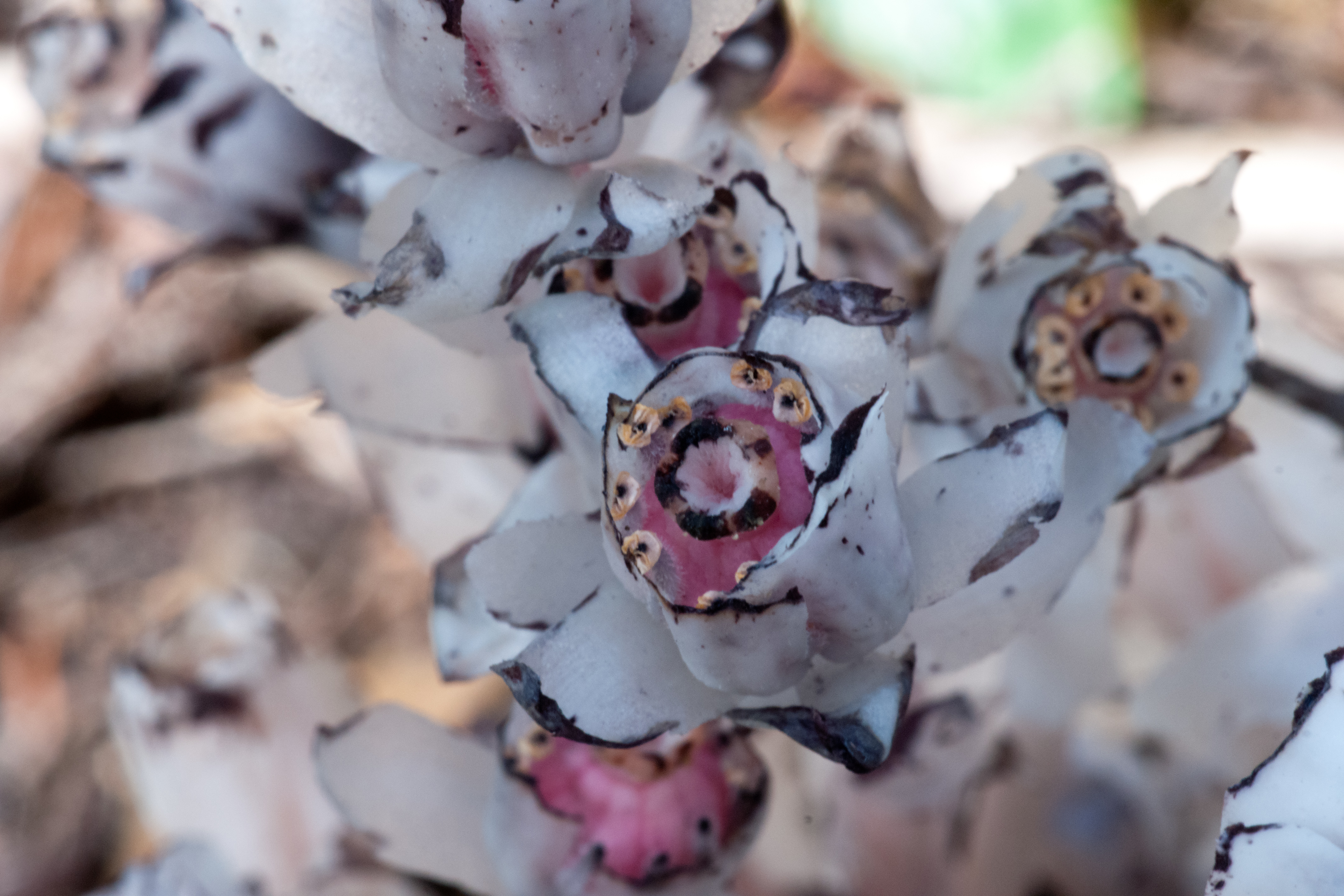
Плямиста квітка
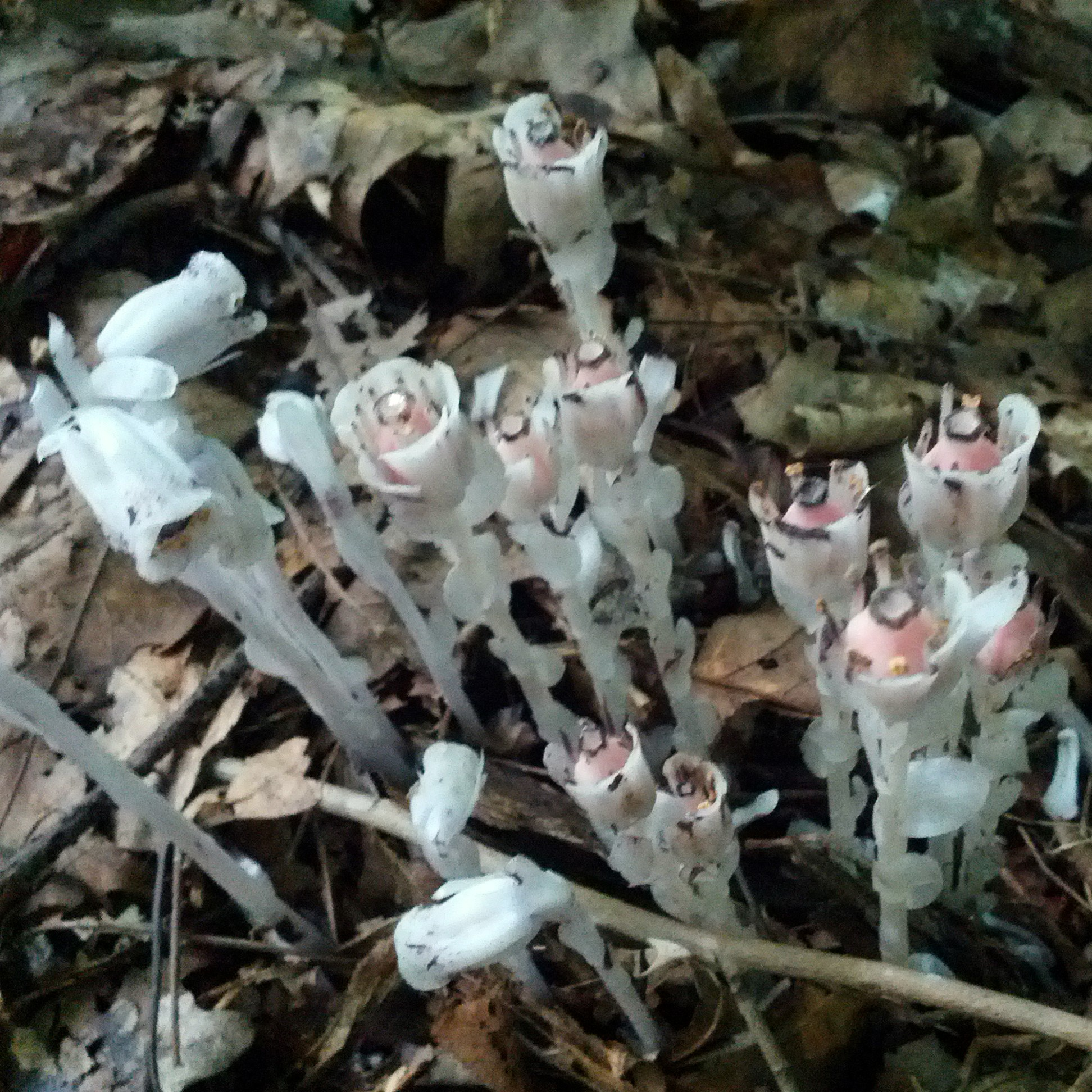
Група Monotropa uniflora
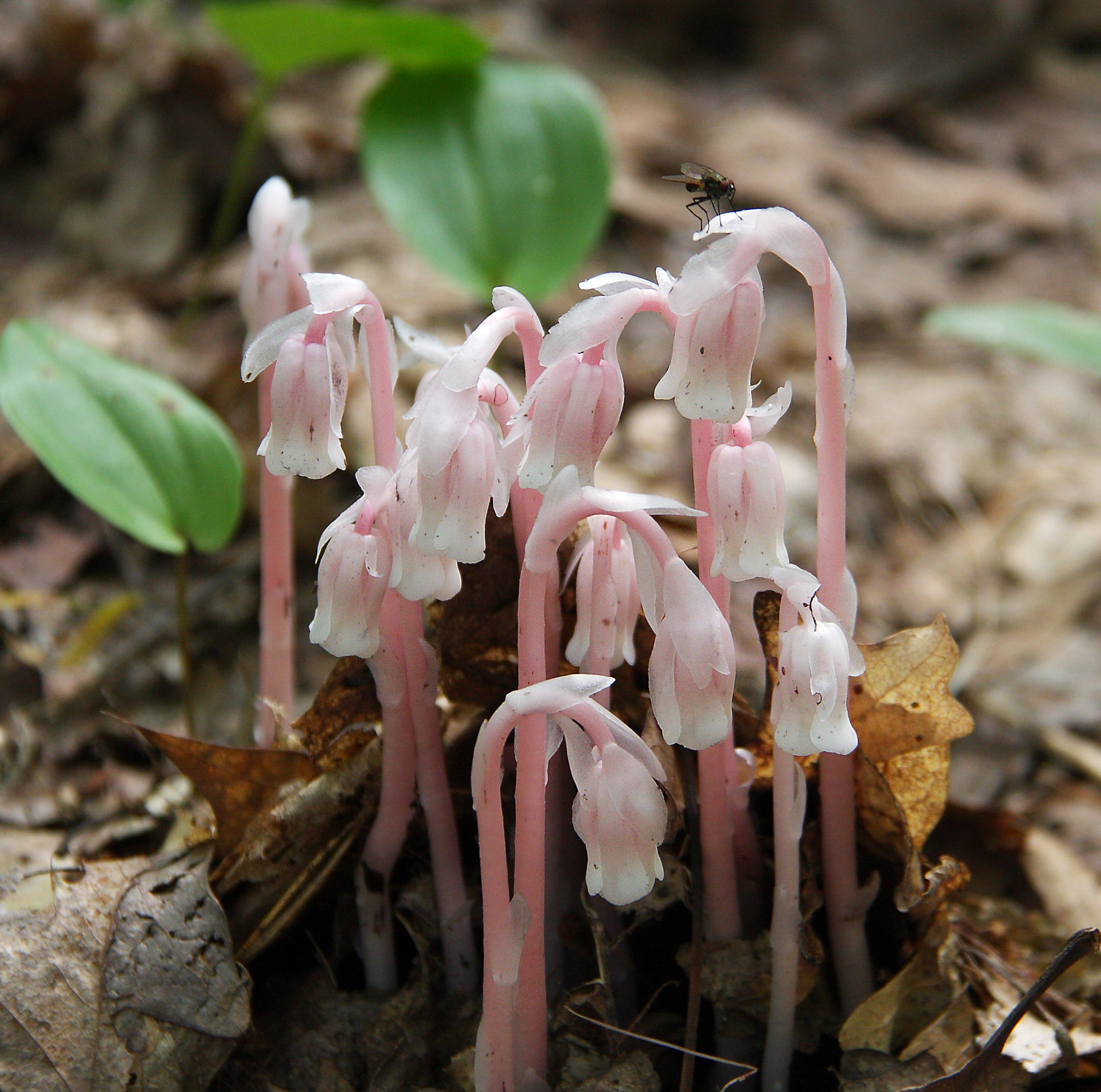
Група рожевих Monotropa uniflora
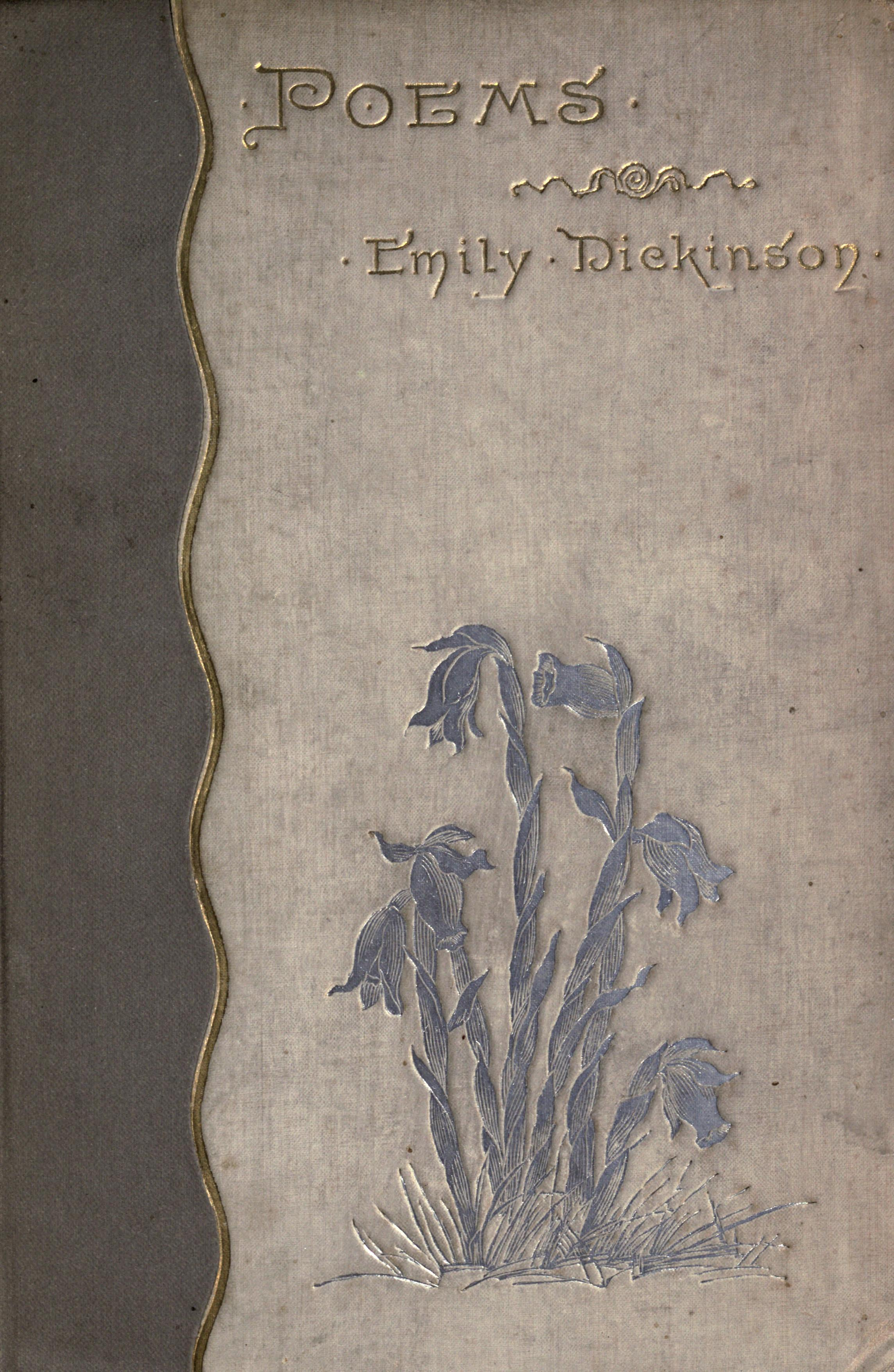
Рослина на обкладинці віршів Емілі Дікінсон